# Ивняк (деревня)

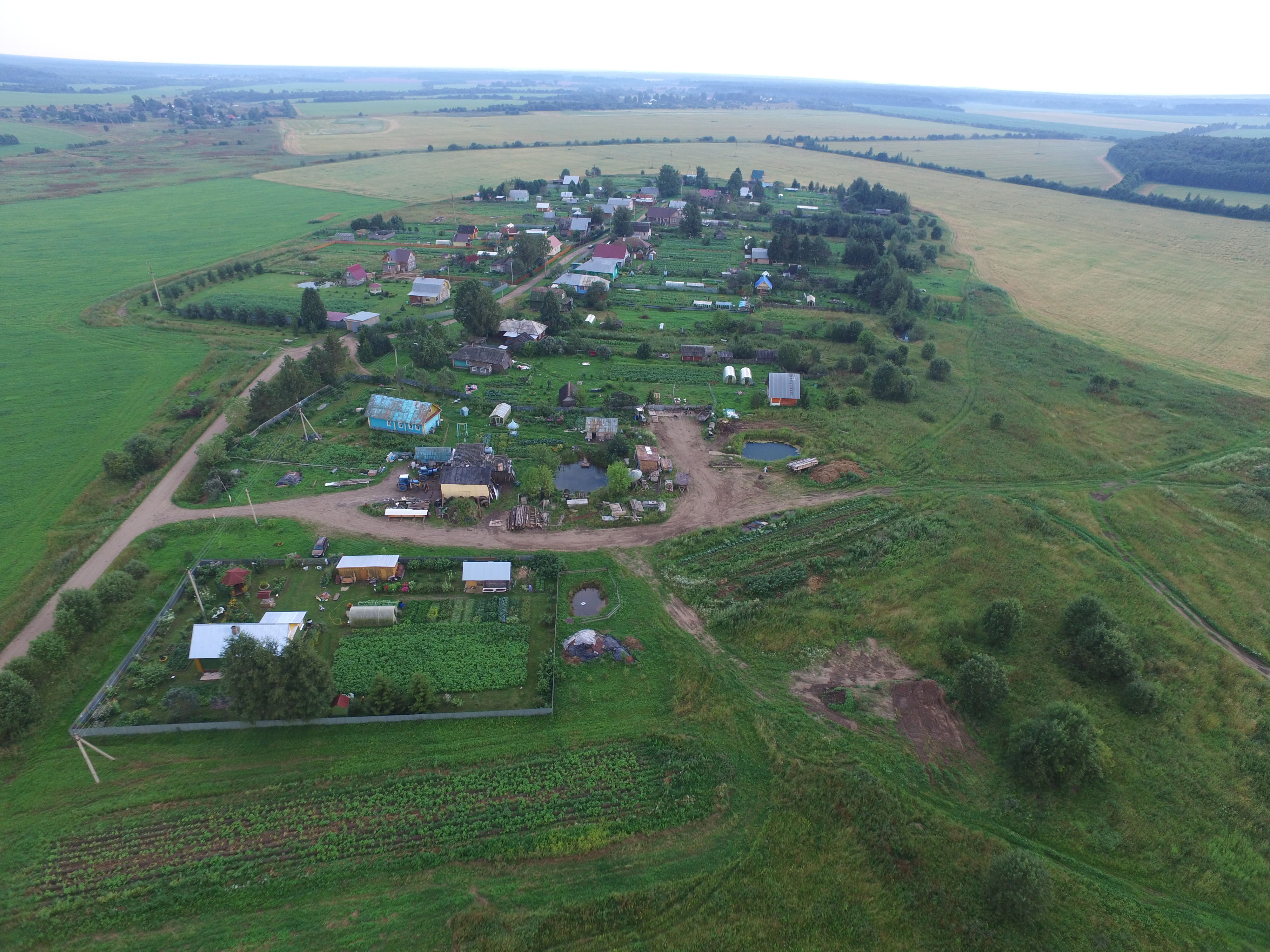

Ивняк — деревня в Грязовецком районе Вологодской области.
Входит в состав Комьянского муниципального образования, с точки зрения административно-территориального деления — в Ведерковский сельсовет.
Расстояние до районного центра Грязовца по автодороге — 35,5 км, до центра муниципального образования Хорошево по прямой — 8 км. Ближайшие населённые пункты — Ведерково, Заречье, Низовка, Бушуиха, Обериха.
По переписи 2002 года население — 11 человек.
Родина вологодской поэтессы Натальи Петровны Сидоровой.